# Phaeostigma (Miroraphidia) curvatulum
Phaeostigma (Miroraphidia) curvatulum is een kameelhalsvliegensoort uit de familie van de Raphidiidae. De soort komt voor in Griekenland.
Phaeostigma (Miroraphidia) curvatulum werd voor het eerst wetenschappelijk beschreven door H. Aspöck & U. Aspöck in 1964.